# Донат из Имолы
Донат из Имолы (итал. Donato di Imola, V век) — католический святой, архидиакон из Имолы. День памяти — 7 августа.
Святой Донат родился в Форуме Корнелия (итал. Forum Cornelii, нынешняя Имола). Он вместе со святыми Проеттом и Петром был учеником св. Корнелия из Имолы.
По поставлении Проетта епископом Имолы Донат стал вместо него архидиаконом.
Святой Донат известен особой заботой о бедных. Будучи из состоятельной семьи, всё своё состояние раздал нищим.
Также 7 августа поминается святой Донат Валлийский, святой покровитель местечка Llandunwyd, Гламорган, Уэльс, именуемый иногда Данвидом (Dunwyd).